# Хабаровски процес
Хабаровски процес е съдебен процес над група военнослужещи от японската Квантунска армия.
Обвинени са в създаването и използването на биологично оръжие (в нарушение на Женевския протокол от 1925 г.) по време на Втората световна война.
Процесът се провежда във военния трибунал в Хабаровск на Приморския военен окръг от 25 до 30 декември 1949 г.

## Осъдени лица
| Фамилия, име         | Лични данни | Виновен затака както са формулирани | Присъда                                                    |
| -------------------- | --- | --- | ---------------------------------------------------------- |
| Ямада                | Роден през 1881 г. в Токио, японец, генерал, бивш главнокомандващ на японската Квантунска армия | Към деня на капитулация на Япония се явява главнокомандващ на Квантунската армия, ръководил престъпна дейност на подчинените му отряди №№ 731 и 100 по подготовка на бактериологическа война, поощрявал извършваните в тези отряди зверски убийства на хиляди хора по време на провеждането на всевъзможни експерименти по използване на бактериологическо оръжие. | Затворен в трудово-изправителен лагер за срок от 25 години |
| Рюдзи Кадзицука      | Роден през 1888 г. в град Тадзири, японец, генерал-лейтенант от медицинските служби, доктор по медицина, бивш началник на санитарното управление на Квантунската армия                                               | Още от 1931 г. е поддръжник на използването на бактериологическо оръжие. Като началник на отдела за военно-санитарно управление към военното министерство през 1936 г., той подпомагал създаването и комплектоването на специално бактериологическо формирование, начело на което е поставен полковник, а впоследствие генерал Исии. От 1939 г. Кадзицука е назначен за началник на санитарното управление на Квантунската армия и осъществява непосредствено ръководство на дейността на отряд № 731, снабдявайки го с всичко необходимо за производството на бактериологическо оръжие… систематно посещава отряд № 731, и е напълно наясно с неговата дейност, знаел е за злодейските престъпления, извършвани при провеждането на експеримент по заразяване на хора с помощта на бактерии, и одобрявал тези злодеяния. | Затворен в трудово-изправителен лагер за срок от 25 години |
| Кийоси Кавасима      | Роден през 1893 г. в село Хасунума, префектура Тиба, японец, генерал-майор от медицинските служби, доктор на медицинските науки, бивш началник на производствения отдел на отряд № 731 на японската Квантунска армия | Като началник на производствения отдел на отряд № 731 в периода 1941 – 1943 г. е сред ръководителите на отряда, взема участие в подготовката на бактериологическа война, в течение е на работата на всички отдели на отряда и лично ръководил отглеждането на смъртоносни бактерии в количества, достатъчни за пълно оборудване на японската армия с бактериологическо оръжие. През 1942 г. Кавасима взема участие в организацията на бойно използване на бактериологическо оръжие на територията на Централен Китай. В течение на цялата своя служба в отряд № 731 Кавасима взема лично участие в масовите умъртвявания на заключени във вътрешния затвор по време на престъпни опити по заразяването им с бактерии на тежки инфекциозни болести.                                                                        | Затворен в трудово-изправителен лагер за срок от 25 години |
| Тосихиде Ниси        | Роден през 1904 г. в село Хиваки, префектура Кагосима, японец, подполковник от медицинските служби, лекар-бактериолог, бивш началник на учебно-просветителския отдел на отряд № 731 на японската Квантунска армия    | От януари 1943 г. до деня на капитулацията на Япония заема длъжността началник на филиал № 673 на отряд № 731 в град Суну и лично активно участва в изготвянето на бактериологическо оръжие. Като действащ по съвместителство и началник на 5-и отдел на отряд № 731, Ниси подготвя кадри за специалисти по водене на бактериологическа война за специалните подразделения на армейските части. Лично участва в убийствата на затворени китайски и съветски граждани чрез заразяването им с бактерии на остри инфекциозни болести. С цел да се прикрият престъпната дейност на филиала и отряда № 731 Ниси през 1945 г. при приближаването на съветските войски към града, заповядва да бъдат изгорени всички помещения, оборудване и документи, което е и направено.                                                     | Затворен в трудово-изправителен лагер за срок от 18 години |
| Томио Карасава       | Роден през 1911 г. в село Теосато, префектура Нагано, японец, майор от медицинските служби, лекар-бактериолог, бивш началник на производствения отдел на отряд № 731 на японската Квантунска армия                   | Един от активните организатори на работата по създаването на бактериологическо оръжие и участник в подготовката на бактериологическа война. През 1940 и 1942 г. Карасава участва в организацията на експедиция по разпространяване на епидемии след мирното население на Китай. Карасава нееднократно лично участва в опитите по използване на бактериологическо оръжия, в резултат на което са убити затворени китайски и съветски граждани | Затворен в трудово-изправителен лагер за срок от 20 години |
| Масао Оноуе          | Роден през 1910 г. в град Коменоцу, префектура Кагосима, японец, майор от медицинските служби, лекар-бактериолог, бивш началник на филиал № 643 на отряд № 731 на японската Квантунска армия                         | Като началник на филиал № 643 на отряд № 731 в град Хайлин, е ангажиран в разработването на нови видове биологично оръжие и подготовка на материали за отряд 731. Под негово ръководство се обучават специалисти по бактериологичната война. Оноуе е знаел за масово убиване на затворници в отряд 731 и със своята работа е допринесъл за това тежко престъпление. На 13 август 1945 г. с цел да се прикрие престъплението Оноуе лично изгаря всички сгради на филиала, запасите от материали и документи. | Затворен в трудово-изправителен лагер за срок от 12 години |
| Сюндзи Сато          | Роден през 1896 г. в град Тойохаси, префектура Айти, японец, генерал-майор на медицинска служба, лекар-бактериолог, бивш началник на санитарната служба на 5-а армия от Квантунската армия                           | От 1941 г. е началник на бактериологическия отряд в град Гуанчжоу, имащ условно наименование „Нами“, а през 1943 г. е назначен за началник на аналогичния отряд „Ей“ в град Нанкин. Оглавявайки тези отряди, Сато взема участие в създаването на бактериологическо оръжие и подготовка на бактериологическа война. Впоследствие е началник на санитарната служба към 5-а армия, влизаща в състава на Квантунската армия и като такъв Сато ръководи филиал № 643 на отряд № 731 и, бивайки осведомен за престъпния характер на дейността на отряда и филиала, им оказва съдействие в работата по производства на бактериологическо оръжие. | Затворен в трудово-изправителен лагер за срок от 20 години |
| Такаацу Такахаси     | Роден през 1888 г. в град Хондьо, префектура Акита, японец, генерал-лейтенант от ветеринарните служби, химик-биолог, бивш началник на ветеринарната служба на японската Квантунска армия                             | Като началник на ветеринарната служба се явява един от организаторите на производството на бактериологическо оръжие, осъществявал е непосредствено ръководство на престъпната дейност на отряд № 100 и носи отговорност за провежданите нечовечни опити за заразяване на заключени с бактерии на остри инфекциозни болести. | Затворен в трудово-изправителен лагер за срок от 25 години |
| Дзенсаку Хирадзакура | Роден през 1916 г. в град Канадзава, префектура Исикава, японец, поручик към ветеринарната служба, ветеринарен лекар, бивш научен работник към отряд № 100 на японската Квантунска армия                             | Като сътрудник на отряд № 100, лично води изследвания за разработване и прилагане на бактериологическо оръжие. Нееднократно взема участие в специално проучване на границите на Съветския съюз за да се намерят най-ефективните способи за бактериологическо нападение на СССР и при това отравя водоеми, в частност в района на Руското Триречие. | Затворен в трудово-изправителен лагер за срок от 10 години |
| Кадзуо Митомо        | Роден през 1924 г. в село Харая, префектура Сайтама, японец, старши унтер-офицер, бивш сътрудник на отряд № 100 на японската Квантунска армия                                                                        | Като сътрудник на отряд № 100, взема непосредствено участие в изготвянето на бактериологическо оръжие и лично изпитва действието им на живи хора, загинали по такъв мъчителен начин. Митомо се явява участник в бактериологическите диверсии срещу СССР в района на Руското Триречие. | Затворен в трудово-изправителен лагер за срок от 15 години |
| Норимицу Кикути      | Роден през 1922 г. в префектура Ехиме, японец, ефрейтор, бивш санитар-практик към филиал № 643 на отряд № 731 от японската Квантунска армия                                                                          | Работейки в лаборатория на филиал № 643 към отряд № 731, взема непосредствено участие в работата по разработването на нови видове бактериологическо оръжие и култивирането на бактерии на коремен тиф и дизентерия. През 1945 г. Кикучи провежда специална преквалификация за подготовка на кадри за водене на бактериологическа война | Затворен в трудово-изправителен лагер за срок от 2 години  |
| Юдзи Курусима        | Роден през 1923 г. в префектура Кагава, японец, бивш санитар-лаборант във филиал № 162 на отряд № 731 от японската Квантунска армия                                                                                  | Работейки като лаборант във филиал на отряд № 731 и притежавайки специална подготовка, взел участие в култивирането на бактерии на холерата, тип и други инфекциозни болести и в изпитания на бактериологически снаряди | Затворен в трудово-изправителен лагер за срок от 3 години  |

## След затвора
| „ | Лицата, осъдени на неголеми срокове, ги изтърпяват напълно и се изпратени към родината си. Преди заминаването си Курусиму Юдзи е разходен из Москва и са му показвани забележителностите на съветската столица. Осъдените на по-дълги срокове излежават в затвора в Иваново само 7 години в достатъчно комфортни условия. Преди да заминат за родината си през 1956 г., са облечени по последна мода, а в Хабаровск в тяхна чест е устроен пищен банкет. Връщайки се в Япония, нито един от японските генерали, участвали в разработките на бактериологично оръжие, не написва мемоари за „сталинските подземия“, въпреки че са им предлагани много пари. | “ |